# Det Nødvendige Seminarium
Det Nødvendige Seminarium (på engelsk "DNS International Teacher Training College") har uddannet lærere siden 1972.[kilde mangler] I daglig tale omtales Det Nødvendige Seminarium som "DNS". Seminariet ligger i Vestjylland i Tvind ved Ulfborg.[kilde mangler] De studerende bor på seminariet.[kilde mangler] DNS er internationalt og optager studerende fra alle EU lande.[kilde mangler] Hovedsproget er engelsk.[kilde mangler]
“Det Nødvendige” refererer til nødvendigheden af at uddanne lærere der er parate til at tage de udfordringer op, som vores tid stiller os, der lever i dette århundrede som f.eks. at få uddannet de 100 millioner børn, der bor i den fattige del af verden, og som ikke går i skole.[kilde mangler] Men nødvendigheden omfatter også den rige del af verden, hvor tusinder er børn og unge bliver klassificeret som havende indlæringsvanskeligheder, unge med særlige vanskeligheder, sociale problemer eller andet og bliver set på som ofte uløselige problemer eller ”uanbringelige”.[kilde mangler]
DNS har til hensigt at uddanne lærere der vil noget særligt med det at være lærer – i den fattige del af verden, i den rige del af verden, i de offentlige skolesystemer, i de alternative skolesystemer eller som opstarter af særlige tilbud for børn og unge.[kilde mangler]
DNS er anderledes end mange andre lærerseminarier i Danmark og inkluderer f.eks. en 4 måneders studierejse i egen bus til Afrika, en 6 måneders arbejdsperiode i en europæisk by og 8 måneders lærerpraktik.[kilde mangler]
I uddannelsen er indlagt perioder, hvor de studerende tjener penge til at finansiere programmet.[kilde mangler]
Der bruges forskellige undervisningsmetoder i studierne: undersøgelser, rapportskrivning, udstillinger, kurser samt individuelle studier – med laptop og studiedatabase, lærerpraktik i et helt skoleår mm.[kilde mangler]
Det Nødvendige Seminarium samarbejder med One World University i Mozambique, som akkrediterer uddannelsen.[kilde mangler]

## Ekstern henvisning
- DNS International Teacher Training College Arkiveret 1. november 2020 hos  Wayback Machine

Jes Fabricius Møller: På Sejrens Vej – historien om Skolesamvirket Tvind og dets skaber Mogens Amdi Petersen, ISBN 87-90528-09-3, Kbh. 1999
56°15′27.48″N 8°16′44.52″Ø / 56.2576333°N 8.2790333°Ø